# Schreibzentrum

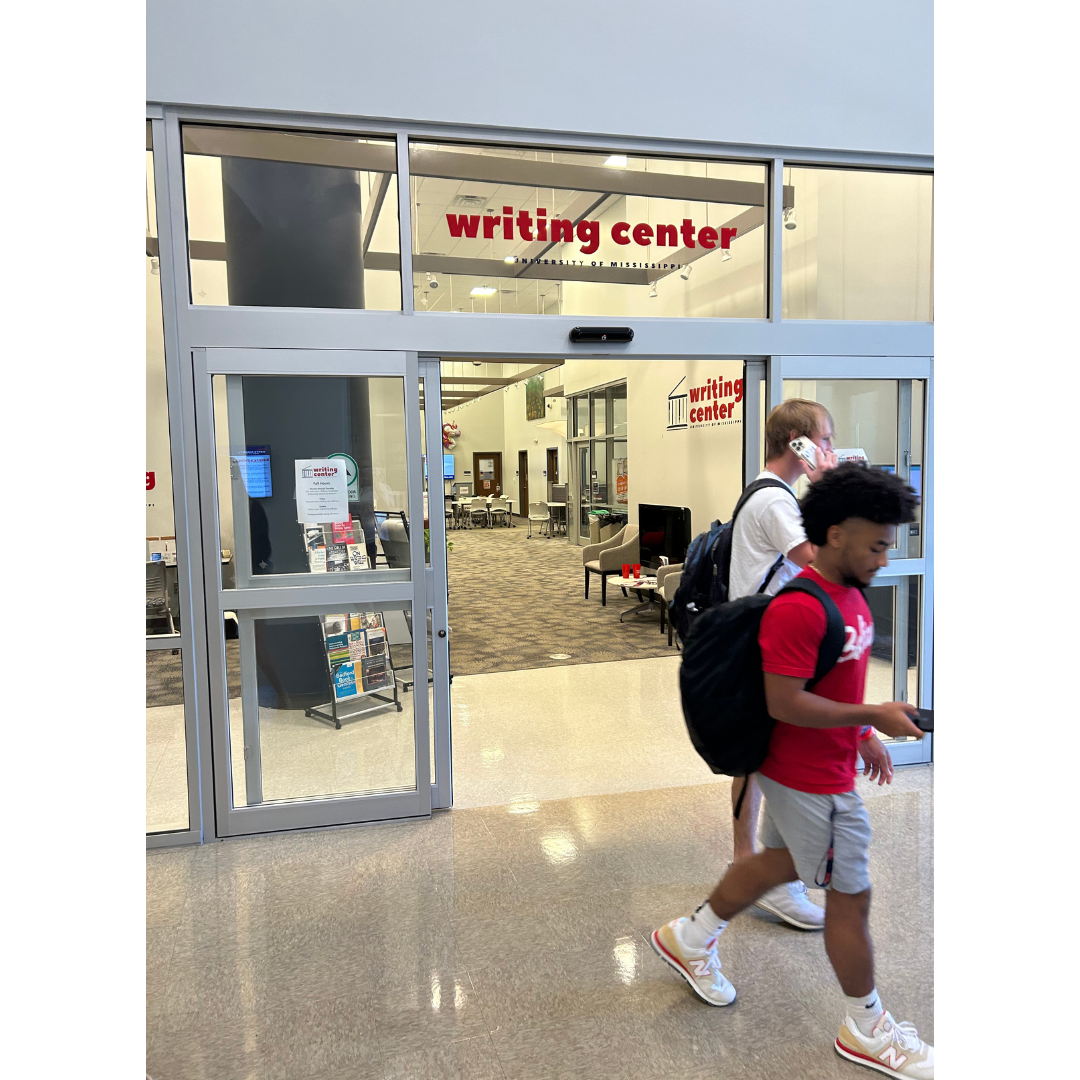
Ein Beispiel eines Schreibzentrums an der University of Mississippi (2023)

Ein Schreibzentrum ist eine Institution mit der Aufgabe der Förderung des Schreibens. An Hochschulen widmen sich Schreibzentren in der Regel dem akademischen oder wissenschaftlichen Schreiben. Es gibt aber auch Schreibzentren an Schulen und Schreibzentren privater Anbieter oder gemeinnütziger Organisationen. Zu letzteren zählt beispielsweise das vom Autor Dave Eggers initiierte Schreibzentrum 826 Valencia in San Francisco.
Der Begriff Schreibzentrum ist als Oberbegriff anzusehen, da die Schreibzentren selbst unterschiedliche Namen tragen (z. B. Schreiblabor, Schreibwerkstatt, Kompetenzzentrum Schreiben).
Die Gründung vieler Schreibzentren im deutschsprachigen Raum erfolgte nach dem Beispiel der Writing Center im angelsächsischen, insbesondere im US-amerikanischen Kontext, die eine wesentlich längere Tradition haben.

## Aufgaben
Die Kernaufgabe von Schreibzentren ist es, Studierende in der Entwicklung ihrer Schreibkompetenz zu unterstützen. Dazu werden individuelle Schreibberatung, Schreibworkshops sowie Aus- und Weiterbildung von Lehrenden angeboten. Schreibzentren engagieren sich auch in der Entwicklung von Konzepten, das Schreiben in der Lehre so einzusetzen, dass Studierende sich dabei im weitesten Sinne fachlich weiterentwickeln können. Viele Schreibzentren organisieren Events wie die „Lange Nacht der aufgeschobenen Hausarbeiten“ oder regelmäßige Schreibgruppen und veröffentlichen Materialien. Auch die Beforschung des wissenschaftlichen Schreibens zählt zu ihren Aufgaben. Eine systematische Beschreibung der Tätigkeiten, die in Schreibzentren anfallen, findet sich in einem Positionspapier der Gesellschaft für Schreibdidaktik und Schreibforschung von 2021.
Die Schreibberatung ist eine besonders häufig praktizierte Lernsituation. In der Regel sind Schreibberatungen 1:1-Gespräche zwischen Schreibenden und ausgebildeten Schreibberatern, die darauf zielen, sowohl die entstehenden Texte zu verbessern, als auch langfristig die Schreibkompetenzen der Schreibenden weiterzuentwickeln. Im Unterschied zum Lektorat werden in der Schreibberatung die Texte der Schreibenden nicht direkt durch Vorschläge oder Eingriffe verändert. Vielmehr stellen die Schreibberater offene Fragen und spiegeln ihr Textverständnis. Dies hilft den Schreibenden dabei, Schwächen im Text zu erkennen und gemeinsam mit dem Schreibberater Alternativen zu entwickeln. Die Schreibenden erarbeiten im Rahmen der Beratung eigene Schreibstrategien und Antworten auf die Herausforderungen des Schreibprozesses. Schreibberatung kann durch ausgebildete Studierende (Peers) oder Mitarbeiter angeboten werden. Diese Personen verstehen sich als Lernbegleiter, die Schreibende in verschiedenen Lehr-Lern- und Beratungsformaten unterstützen.
Von Schreibzentren angebotene Workshops unterstützen das Schreiben von Qualifikations- oder Hausarbeiten und führen in spezielle Aspekte des Schreibprozesses ein (beispielsweise Arbeit mit Literatur, Überarbeiten von Texten, Schreiben auf Englisch). Diese Workshops können von Mitarbeitern wie auch ausgebildeten Peers durchgeführt werden. Schreibworkshops werden meist als Zusatzangebote neben der curricularen Lehre angeboten und sind häufig interaktiv und teilnehmendenorientiert gestaltet.
Viele Schreibzentren bilden Lehrende so fort, dass sie das Schreibenlernen besser in ihre Lehrveranstaltungen integrieren können. Durch solche hochschulschreibdidaktische Fortbildungen soll eine breitere Wirkung erzielt werden. Im optimalen Fall wird zusätzlich ein Kulturwandel angestoßen, der sich an den amerikanischen Colleges orientiert, in denen das Schreibenlernen ein expliziter Teil des Bachelor-Studiums ist. Eine der ältesten Weiterbildungen dieser Art ist „Forschen – Schreiben – Lehren“ an der Universität Bielefeld. Verbreitet sind auch kürzere Weiterbildungen etwa zur Gestaltung guter Schreibaufgaben in der Lehre, zu Textfeedback, zur Betreuung von Qualifikationsarbeiten oder zum Umgang mit Plagiaten. An einigen Hochschulen wurden Writing-Fellow-Programme etabliert. Writing Fellows sind ausgebildete Schreib-Peer-Tutoren, die in enger Zusammenarbeit mit den Lehrenden bei einzelnen Lehrveranstaltungen oder Schreibanlässen unterstützen.
Typisch für die Arbeitsweise von Schreibzentren ist das kollaborative Lernen, das die Mitarbeiter untereinander sowie in der Zusammenarbeit mit Studierenden und Lehrenden praktizieren. Dies erklärt die zentrale Rolle der studentischen Peer-Tutoren an vielen Schreibzentren, die professionell ausgebildet und als gleichwürdige Mitarbeiter betrachtet werden.
Eine weitere Aufgabe von Schreibzentren ist, dem Schreiben und seinen fachlichen wie auch individuellen Besonderheiten Aufmerksamkeit zu gewähren. Wissenschaftliches Schreiben fällt vielen Studierenden auch deswegen schwer, weil seine Besonderheiten von den Lehrenden nicht hinreichend transparent gemacht werden. Dies wird unter anderem mit Hilfe von Interviews im Video- und Podcast -Format erreicht.
Die meisten Schreibzentren erarbeiten und veröffentlichen Open Educational Resources.
Technische und mediale Rahmenbedingungen wie in jüngster Zeit die Entwicklung von KI-Software wie ChatGPT verändern die Rahmenbedingungen, unter denen wissenschaftliches Schreiben und das Lernen wissenschaftlichen Schreibens stattfinden und werden deswegen an Schreibzentren intensiv diskutiert.

## Institutionalisierung
Die institutionelle Verortung der Schreibzentren an den Hochschulen ist sehr unterschiedlich. Schreibzentren können der germanistischen oder philosophischen Fakultät, einer hochschuldidaktischen Einrichtung, der Studienberatung, einem Dezernat oder auch einer psychologischen Beratungseinrichtung zugeordnet sein. Manche Hochschulen haben keine eigene Einrichtung zum wissenschaftlichen Schreiben, sondern bieten Veranstaltungen zum Schreiben an, die oftmals als Schreibwerkstatt bezeichnet werden.
In Deutschland widmet sich die gefsus – Gesellschaft für Schreibdidaktik und Schreibforschung der Weiterentwicklung von Schreibzentren. Sie hat 2018 ein Positionspapier zur Förderung der Schreibkompetenzentwicklung an Hochschulen herausgegeben. In einer speziellen Interessengruppe der gefsus organisieren sich die studentischen Schreibberater (Peer-Tutoren) und veranstalten unter anderem jährlich eine Schreib-Peer-Tutoren-Konferenz (SPTK) an wechselnden Hochschulen. Eine zweimal jährlich erscheinende Fachzeitschrift für Schreibberatung und für Schreibzentrumsarbeit ist „Das Journal für Schreibwissenschaft“ (bis Heft 1/2020 „Das Journal der Schreibberatung“).
Auf europäischer Ebene vertritt die European Writing Centers Association (EWCA) die Belange von Schreibzentren. Die EWCA ist eine regionale Organisation der International Writing Centers Association (IWCA) und veranstaltet alle zwei Jahre Konferenzen in verschiedenen europäischen Ländern.

## Geschichte
Im Vergleich mit dem angelsächsischen Raum wurden Schreibzentren an deutschsprachigen Hochschulen sehr spät gegründet. Die erste Einrichtung zum wissenschaftlichen Schreiben an einer deutschen Hochschule ist das 1993 an der Universität Bielefeld gegründete Bielefelder Schreiblabor. Im Jahr 1997 wurden das Schreibzentrum der Ruhr-Universität Bochum und die Schreibwerkstatt der Universität Duisburg-Essen gegründet. 2001 erfolgte an der PH Freiburg die Etablierung des ersten Schreibzentrums für die Lehrer/innenausbildung. 2003 folgte die Gründung des Schreibzentrums an der Universität zu Köln. In den Jahren 2006, 2007 und 2008 wurden das internationale Schreibzentrum an der Universität Göttingen, das Schreibzentrum an der Europa-Universität Viadrina und das „Kompetenzzentrum Schreiben“ der Universität Paderborn gegründet. Weitere Schreibzentren sind angesiedelt an der Universität Hildesheim und der TU Darmstadt. Im Zuge der seit 2011 verstärkten finanziellen Förderung der Qualität von Studium und Lehre durch Bund und Länder (z. B. „Qualitätspakt Lehre“ von 2011–2020) investieren weitere Universitäten in die Gründung von Schreibzentren. Eine Liste der deutschsprachigen Schreibzentren stellt das Schreiblabor der Universität Bielefeld zur Verfügung.

## Weiterführende Literatur
- Eva Keller: Orte der Einkehr, in: Deutsche Universitätszeitung vom 22. Februar 2013
- DeShaw, Dana; Mullin, Joan; DeCiccio, Albert C. (2000): Twenty Years of Writing Center Journal Scholarship: An Annotated Bibliography, in: The Writing Center Journal, 20 / 2, S. 39–72.
- Girgensohn, Katrin (2017): Von der Innovation zur Institution. Institutionalisierungsarbeit an Hochschulen am Beispiel der Leitung von Schreibzentren. Bielefeld.
- Kinkead, Joyce A.; Harris, Jeanette (1993): Writing centers in context. Twelve case studies. Urbana, Ill.
- Knorr, Dagmar (Hrsg.)(2016): Akademisches Schreiben. Vom Qualitätspakt Lehre geförderte Schreibprojekte. Hamburg.
- Murphy, Christina; Law, Joe (1995): Landmark Essays on Writing Centers, in: Davis, CA.
- Murphy, Christina (1996): Writing Centers. In: Heilker, Paul; Vandenberg, Peter (Hrsg.) Keywords in Composition Studies, Portsmouth, 240-243.
- Nelson, Jane; Evertz, Kathy (2001): The politics of writing centers. Portsmouth, NH.